# Castellina in Chianti
Castellina in Chianti est une commune italienne de la province de Sienne (région de Toscane).

## Géographie

### Situation
Le bourg de Castellina in Chianti se trouve à environ 15 km au nord de Sienne, 40 km au sud de Florence, 25 km à l'ouest d'Arezzo et 50 km à l'est de la ville portuaire de Livourne.

### Communes limitrophes
Castellina, située dans la province de Sienne, est limitrophe de la province de Florence.
Les communes limitrophes de Castellina in Chianti sont, dans le sens des aiguilles d'une montre, 
- Greve in Chianti (province de Florence), au nord
- Radda in Chianti (province de Sienne), à l'est
- Castelnuovo Berardenga (province de Sienne), au sud-est
- Monteriggioni (province de Sienne), au sud
- Poggibonsi (province de Sienne), à l'ouest
- Barberino Val d'Elsa (province de Florence), à l'ouest
- Tavarnelle Val di Pesa (province de Florence), à l'ouest.

### Relief et hydrographie
Castellina se trouve dans une région de collines assez élevées : le bourg est à une altitude de 578 m avec pour la commune un minimum de 180 m à Castellina Scalo et un point culminant à 626 m).
La commune est longée par la rivière Pesa (affluent de l'Arno), qui constitue sa limite nord.

### Voies de communication et transports
Le bourg se trouve au croisement de trois routes provinciales : 
- SP 222, qui relie Sienne à Florence, sur laquelle s'embranche la SP 2bis vers Arezzo ;
- SP 76 (puis 101), qui relie Castellina à Tavarnelle Val di Pesa (province de Florence) ;
- SP 429, vers Poggibonsi et Livourne.

L'autoroute la plus proche est celle qui relie Florence à Sienne par Poggibonsi (à l'ouest de Castellina). L'autoroute A1 (Bologne-Florence-Rome) passe à une vingtaine de kilomètres à l'est, à San Giovanni Valdarno.
En ce qui concerne le chemin de fer, la commune est desservie par la gare de Castellina in Chianti-Monteriggioni, située dans la commune de Monteriggioni, à la limite sud de Castellina, à environ 8 km au sud-ouest du bourg. Cette gare est à un quart d'heures de Sienne et une heure et quart de Florence.

### Agglomérations
On y trouve plusieurs hameaux (frazioni) :
- Fonterutoli, Lilliano, Piazza, Rencine, San Leonino, San Quirico, Sant'Agnese;

## Histoire

### Antiquité
Les fouilles archéologiques, qui ont permis de découvrir plusieurs tombeaux étrusques, montrent qu'il y avait là une agglomération étrusque, probablement située à Salinvolpe, au nord-ouest de l'actuel village-centre de Castellina.

### Moyen Âge
Castellina apparait d'abord comme une dépendance des châtelains de Trebbio, mais au XIIe siècle, la commune de Florence commence à intervenir dans la région. En 1193, un traité est signé entre Florence et le seigneur de Trebbio, permettant l'établissement à Castellina et à Trebbio de garnisons florentines.
Castellina devient alors un poste avancé de la république de Florence (1115-1532), à la limite de la république de Sienne.

## Administration
| Période                                  | Période  | Identité         | Étiquette     | Qualité |
| ---------------------------------------- | -------- | ---------------- | ------------- | ------- |
| 2009                                     | En cours | Marcello Bonechi | Centre-gauche |         |
| Les données manquantes sont à compléter. |          |                  |               |         |

## Jumelages
Castellina est jumelée avec la commune française de Martigné-Briand (Maine-et-Loire), qui est aussi une commune viticole (Anjou).

## Patrimoine

### Lieux d'intérêt
- Rocca de Castellina in Chianti, forteresse médiévale du XIe siècle
- Château de Monternano, château féodal du XIIe siècle en ruine du Valdelsa
- Tumulus de Montecalvario, situé tout près du bourg, vers le nord.
Il s'agit d'un tombeau étrusque du VIIe siècle av. J.-C., découvert et pillé au XVIe siècle, redécouvert et fouillé au début du XXe siècle.
- Nécropole du Poggino, située dans la frazione de Fonterutoli.
Elle comporte quatre tombes étrusques allant du VIIe au Ve siècle av. J.-C..
- Musée archéologique, situé dans le château du XVe siècle (Rocca). Il présente principalement les trouvailles résultant des fouilles sur les sites étrusques.

### Galerie

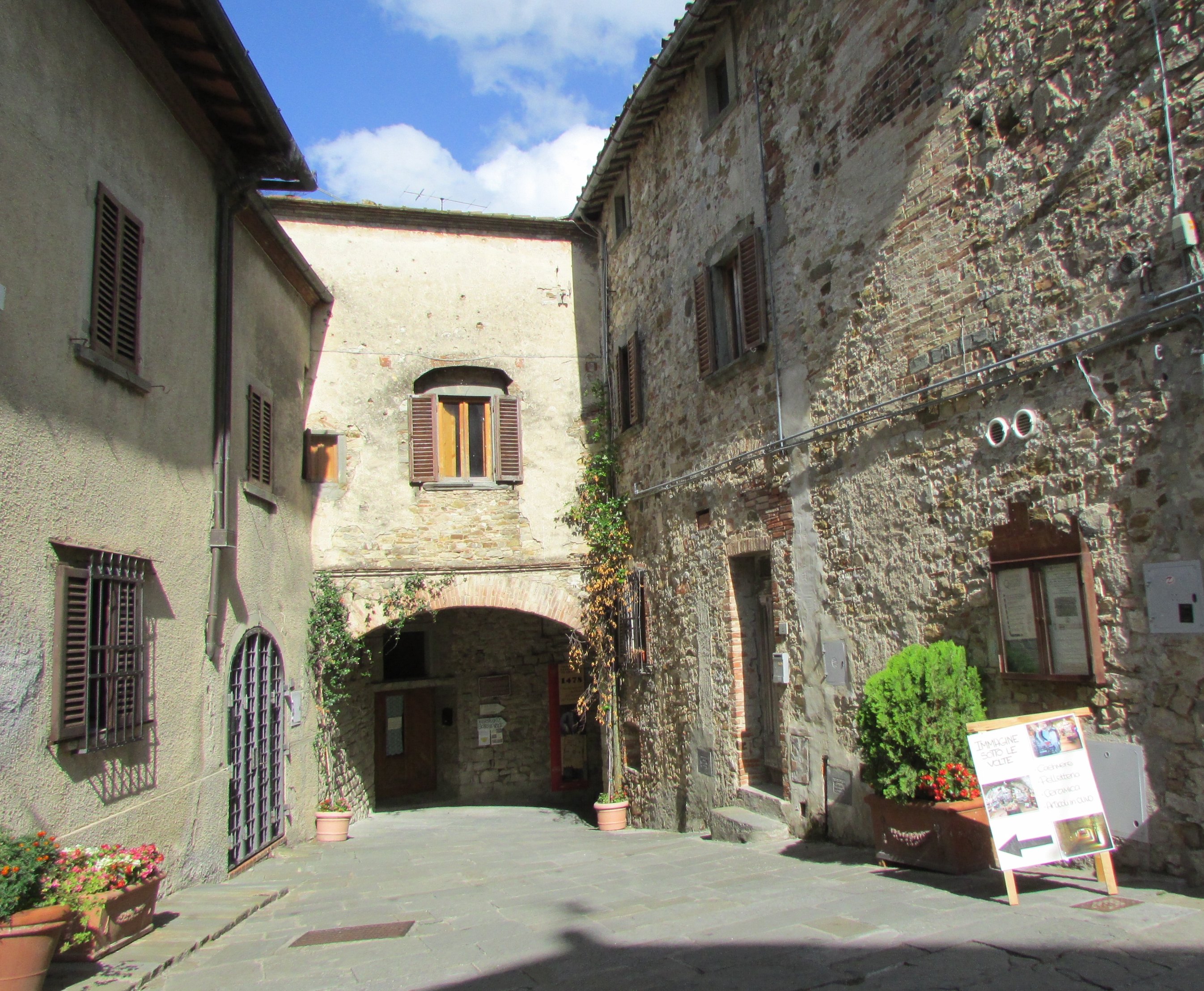
Entrée de la Via delle Volte.
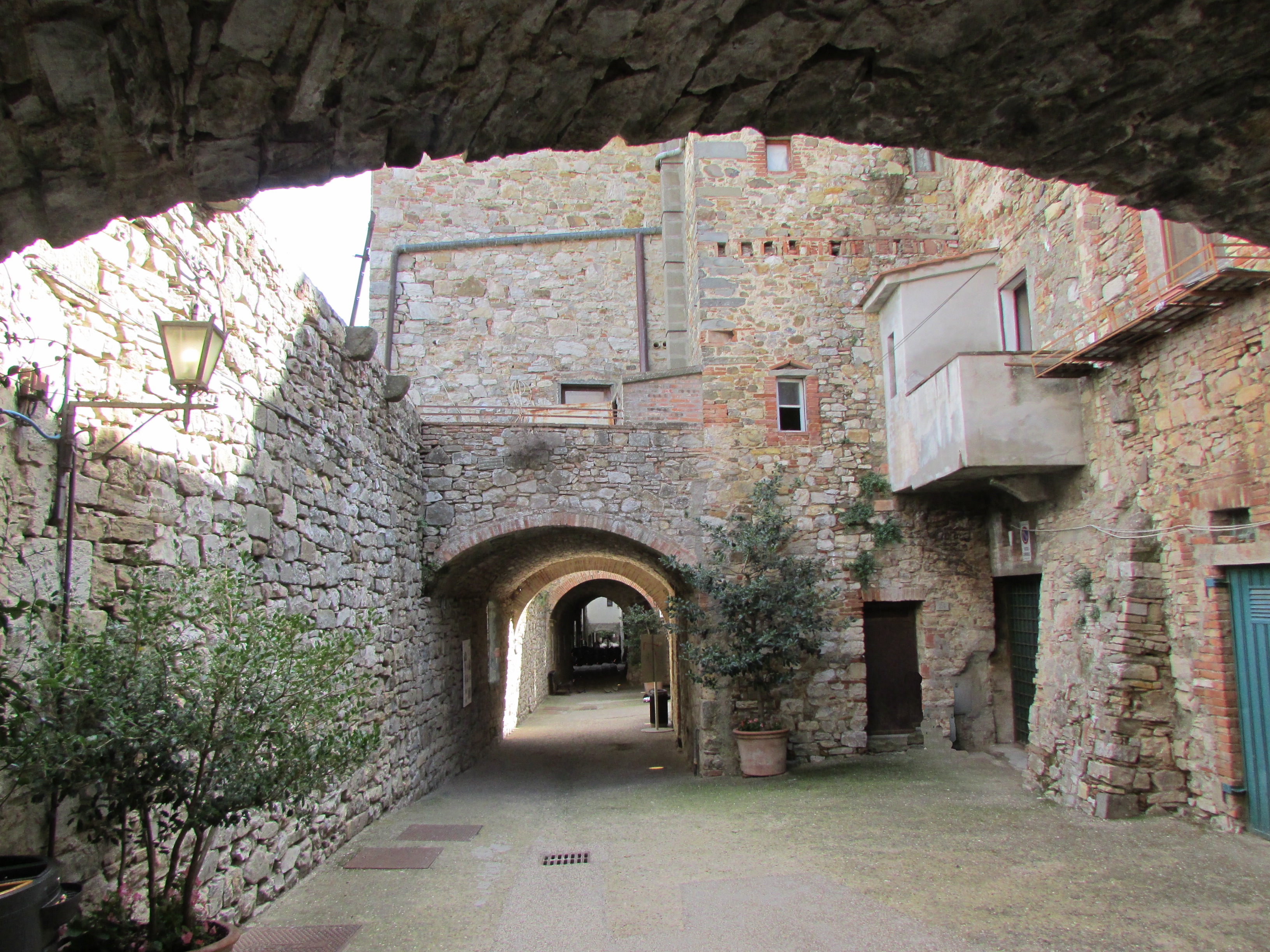
Via delle Volte.
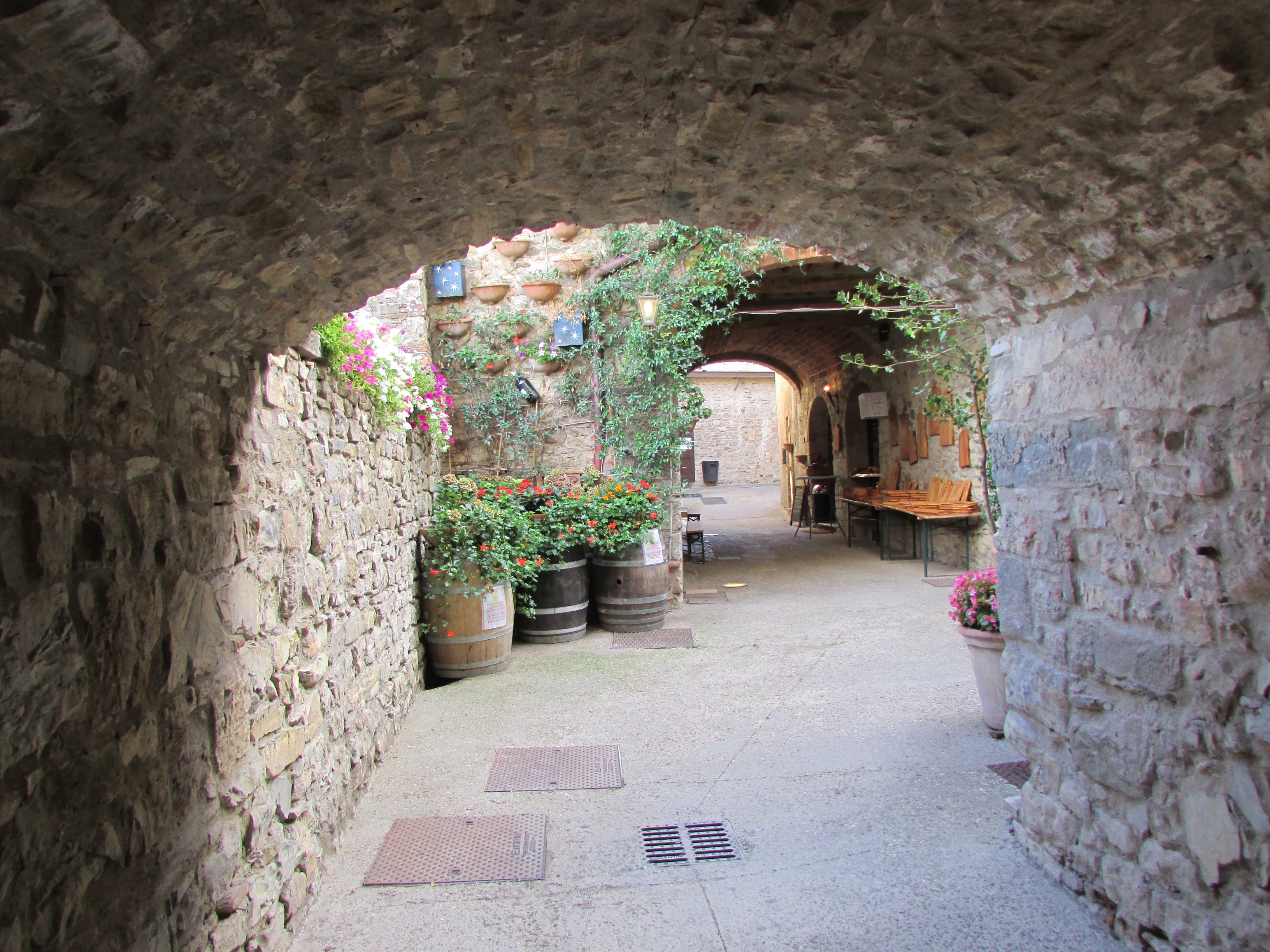
Via delle Volte.
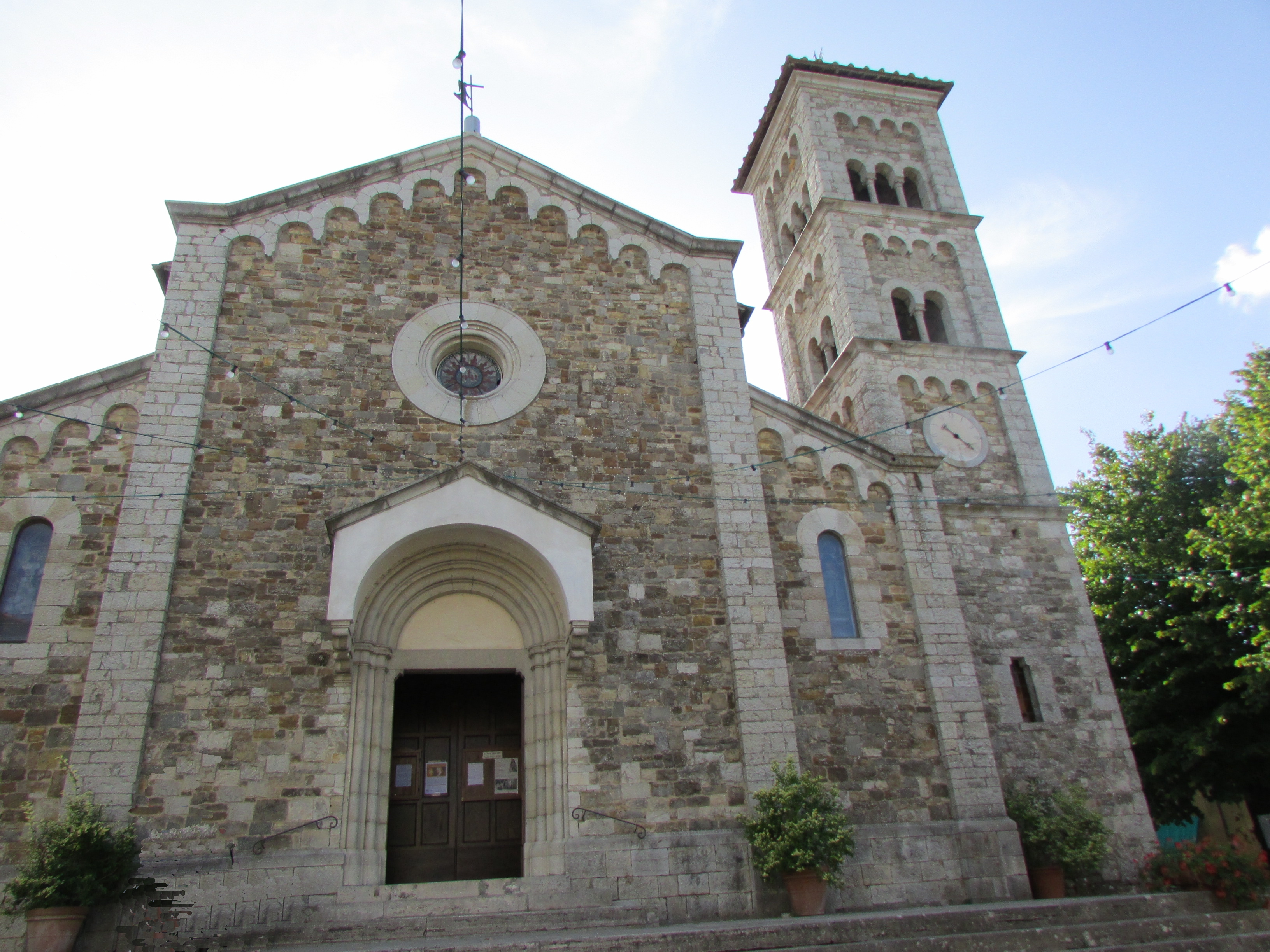
L'église de Castellina.

## Personnalités

### Morts à Castellina
- Helmut Käutner (1908-1980), cinéaste allemand, qui y vit dans les années 1970.
- Léo Ferré (1916-1993), chanteur franco-monégasque, qui y a vécu à partir de 1970 jusqu’à sa mort.